# Karang Sari (Semin)
Karang Sari is een bestuurslaag in het regentschap Gunung Kidul van de provincie Jogjakarta, Indonesië. Karang Sari telt 5107 inwoners (volkstelling 2010).